# Goniurosaurus zhelongi
Espèce
Goniurosaurus zhelongi est une espèce de geckos de la famille des Eublepharidae.

## Répartition
Cette espèce est endémique du Guangdong en Chine.

## Étymologie
Cette espèce est nommée en l'honneur de Zhe-long Pu.

## Publication originale
- Wang, Jin, Li & Grismer, 2014 : Description of a New Species of Goniurosaurus (Squamata: Eublepharidae) from the Guangdong Province, China, Based on Molecular and Morphological Data. Herpetologica, vol. 70, no 3, p. 309-322.